# Benthesikyme
Benthesikyme ("Golf uit de Diepte") was een zeenimf uit de Griekse mythologie en een dochter van de Olympische zeegod Poseidon en de nereïde Amphitrite, de koningin van de zee. Ze zou getrouwd geweest zijn met de Ethiopische koning Enalos en had twee dochters bij hem.